# Sons of Mogh
"Sons of Mogh" és el quinzè episodi de la quarta temporada de la sèrie de televisió de ciència-ficció estatunidenca Star Trek: Deep Space Nine, el 87è de tota la sèrie. Originalment es van emetre en redifusió a partir del 12 de febrer de 1996.  L'episodi va ser dirigit per David Livingston i va ser escrit per Ronald D. Moore.
Ambientada al segle XXIV, la sèrie segueix les aventures a Espai Profund 9, una estació espacial situada prop d'un forat de cuc estable entre els Quadrants Alfa i Gamma de la Via Làctia, prop del planeta Bajor, mentre els bajorans es recuperen d'una brutal ocupació de dècades pels imperialistes cardassians. El Quadrant Gamma acull un imperi hostil conegut com el Domini, governat pels Fundadors que canvien de forma. A la quarta temporada, els cardassians han fet les paus amb els bajorans, però estan lluitant una guerra difícil amb els klíngons. En aquest episodi Worf, l'únic oficial klíngon de la Flota Estel·lar, rep la visita del seu germà Kurn, que busca ajuda per escapar de la deshonra que ha afectat la seva família.
Aquesta és l'última de les quatre aparicions de Kurn, cadascuna interpretada per l'actor Tony Todd, a la franquícia Star Trek; va ser presentat per primera vegada a la sèrie Star Trek: La nova generació a l'episodi "Els pecats del pare" (emès el 19 de març de 1990).

## Argument
Worf rep una visita inesperada del seu germà petit Kurn. Kurn s'enfronta a Worf sobre la deshonra que Worf ha portat a la seva família, la Casa de Mogh, en rebutjar la guerra de l'Imperi Klíngon amb l'Imperi Cardassià. Com a resultat de les decisions de Worf, la seva família ha estat desposseïda de la seva riquesa, honor i poder polític. Kurn ho ha perdut tot i vol que Worf li torni l'honor de l'única manera que pot, fent que Worf el mati ritualment. Worf comença la cerimònia, però la companya de tripulació de Worf, Jadzia Dax, descobreix què està planejant. Ella i el cap de seguretat Odo s'afanyen a interrompre la cerimònia, però només després que Kurn sigui apunyalat. El Dr. Bashir aconsegueix salvar-lo. El Capità Sisko està furiós i prohibeix a Worf completar la cerimònia.
Kurn, sense una vida o mort honorables, es posa a les mans de Worf. A suggeriment de Dax, Worf demana un favor a Odo i aconsegueix que Kurn treballi a la força de seguretat d'Odo. Tanmateix, Kurn aviat perd la feina quan es deixa disparar sense cap intent de defensar-se.
Mentrestant, s'han observat explosions misterioses i naus klíngon camuflades prop de l'espai bajorà. Finalment, es descobreix que els klíngons estan minant en secret l'espai al voltant d’Espai Profund 9 en preparació per a una futura guerra. Worf i Kurn són enviats en una missió d'incògnit per descobrir la ubicació de les mines i els codis d'activació. Poden accedir a les dades, tot i que Kurn es veu obligat a disparar a un oficial klíngon per defensar Worf. Utilitzant aquesta intel·ligència, la Major Kira aconsegueix detonar les mines i descloure les naus klíngon camuflades.
Haver matat un home que actuava en defensa de l'Imperi Klíngon agreuja la depressió de Kurn. Worf està angoixat per no haver-se adonat que l'oficial klíngon tenia la intenció de matar-lo, sentint que un klíngon real ho hauria fet. Arriba a la conclusió que no és del món klíngon ni humà, però que té el seu rang a la Flota Estel·lar, i Kurn no té res en absolut. Per permetre que Kurn visqui una vida honorable com a klíngon, Worf fa que el Dr. Bashir esborri la memòria de Kurn perquè se li pugui donar una nova identitat. Kurn, ara "Rodek", és confiat a un amic de la família que accepta acollir-lo com a fill. A l'última escena mira a Worf i li pregunta: "Ets part de la meva família?", a la qual cosa Worf respon: "No tinc família".

## Actors convidats
- Tony Todd - Kurn
- Robert Doqui - Noggra
- Dell Yount - Tilikia
- D. Elliot Woods - Oficial klíngon

## Producció

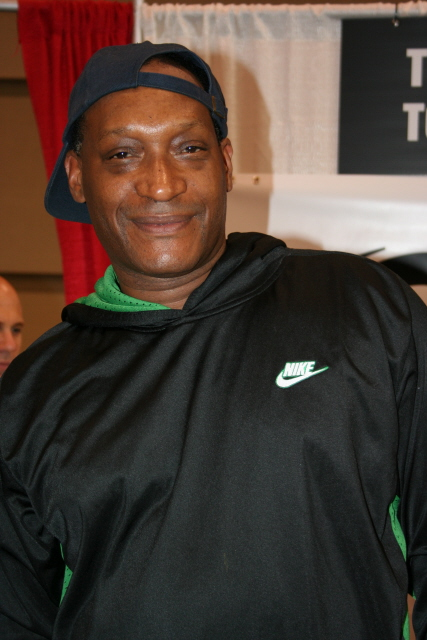
Tony Todd torna com a Kurn, el germà de Worf

El productor va considerar la possibilitat de tornar a portar Rodek, fill de Noggra, però la continuació mai va arribar a la pantalla. Rodek va tornar en diverses novel·les de Star Trek, inclosa "A Burning House" de Keith DeCandido ambientada quatre anys després, on la seva memòria comença a tornar.

## Recepció
En una crítica del 2013, Zack Handlen The A.V. Club va escriure que la història funciona "per l'emoció que hi ha al darrere. Els detalls no importen; el que importa és que Worf s'està separant permanentment de l'únic parent klíngon que li queda. Per salvar el seu germà, l'ha de perdre, i és ridícul i tràgic alhora".
Tor.com va qualificar l'episodi amb un 7 sobre 10.
El 2018, SyFy va incloure aquest episodi a la seva guia de marató de sèries de Jadzia Dax.
El 2020, Io9 va dir que aquest era un dels episodis "imprescindibles" de la sèrie.